# Marina Riofrío
Marina Raquel Riofrío (Ciudad de San Juan, 30 de mayo de 1958) es una abogada y política argentina del Partido Justicialista. Fue senadora nacional por la provincia de San Juan durante dos períodos consecutivos entre 2005 y 2017.

## Biografía
Se graduó en 1986 como abogada en la Facultad de Derecho de la Universidad Nacional de Córdoba. Ejerció como tal hasta 1996.
Desde 1986 fue asesora del Ministerio de Economía de la provincia de San Juan y de 1990 a 1991 fue asesora de la dirección provincial de Turismo. Después de varios años como miembro del cuerpo permanente de abogados de la Fiscalía de San Juan, en 1996 se convirtió en Directora de la Dirección Jurídica y Técnica de la Secretaría de Gobierno de la provincia. En 1998 se convirtió en coordinadora nacional de la Comisión Nacional de Pensiones bajo el Ministerio de Desarrollo Social.
En 1999, fue elegida concejala del Concejo Deliberante de la Municipalidad de la Ciudad de San Juan, sirviendo hasta 2003 cuando regresó al gobierno provincial como Subsecretaria de Desarrollo y Promoción de la Familia. En 2005 fue elegida senadora nacional por San Juan, integrando el bloque PJ-Frente para la Victoria. Fue miembro de la delegación argentina en el Parlamento Latinoamericano y del Jurado de Enjuiciamiento de Magistrados de la Nación.
En 2008 votó a favor del proyecto de Ley de Retenciones y Creación del Fondo de Redistribución Social, y al año siguiente también apoyó la Ley de Servicios de Comunicación Audiovisual. En 2010 se opuso a la ley de matrimonio igualitario, pero no estuvo presente en la votación, al integrar una comitiva oficial en China junto a la presidenta Cristina Fernández de Kirchner.
Fue reelegida en 2011, finalizando su mandato en 2017. Durante sus dos períodos consecutivos en el Senado, presidió las comisiones Coparticipación Federal de Impuestos y de Banca de la Mujer, y fue vicepresidenta de la Comisión de Justicia y Asuntos Penales.
Entre 2013 y 2014 fue suplente en el Parlamento del Mercosur.
En 2016 presentó un proyecto de ley, que luego fue aprobado, declarando la «emergencia nacional por violencia de género» por dos años. También presentó un proyecto para modificar la Ley 26.206 de Educación Nacional, incorporando la perspectiva de género. En 2017 votó en contra de la reforma previsional.